# Rouvroy-sur-Audry
Rouvroy-sur-Audry – miejscowość i gmina we Francji, w regionie Grand Est, w departamencie Ardeny.
Według danych na rok 1990 gminę zamieszkiwało 537 osób, a gęstość zaludnienia wynosiła 59 osób/km².

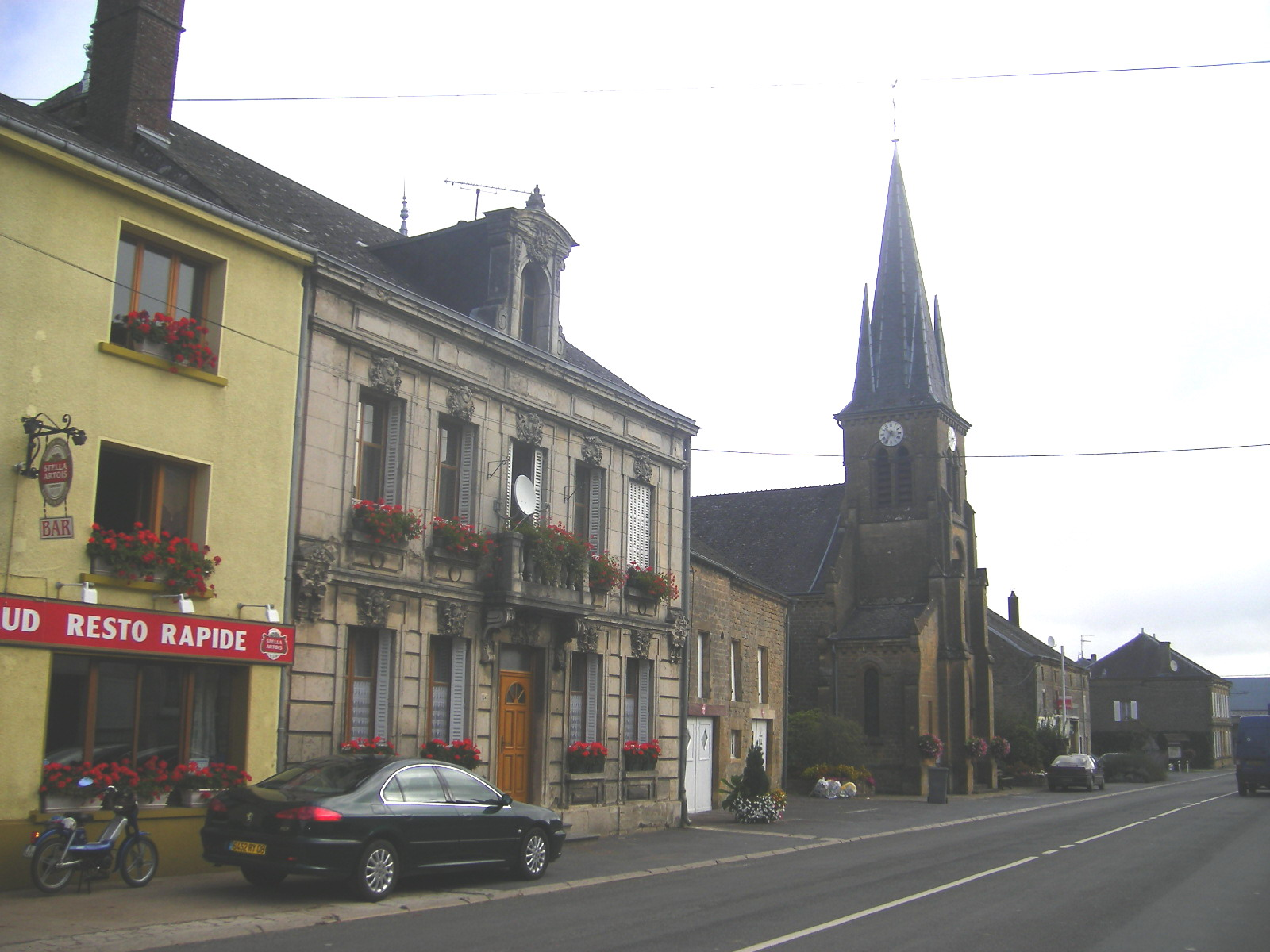
Rouvroy-sur-Audry, 2007